# Rudolph Feilding (8e comte de Denbigh)
Rudolph William Basil Feilding, 8e comte de Denbigh, 7e comte de Desmond (9 avril 1823 - 10 mars 1892) est un pair britannique, succédant à son père, William Feilding (7e comte de Denbigh) en 1865. Il est connu comme un converti catholique romain et fondateur du couvent franciscain de Pantasaph, au nord du Pays de Galles.

## Biographie
Il fait ses études au Collège d'Eton et au Trinity College de Cambridge, où il est président du University Pitt Club et obtient le diplôme de MA en 1844.
Il est reçu dans l'Église catholique en 1850 et participe activement à de nombreuses œuvres de charité catholiques sous le cardinal Wiseman. En tant que vicomte Feilding, il est nommé trésorier honoraire, conjointement avec Charles Noel (2e comte de Gainsborough) et Archibald J. Dunn, de la Peter's Pence Association. En 1850, il est nommé haut shérif du Flintshire.
Il épouse d'abord Louisa Pennant, arrière petite-fille du naturaliste et écrivain gallois Thomas Pennant. Elle meurt de tuberculose en 1853, et il se remarie avec Mary Berkeley de Spetchley, Worcestershire, et a, entre autres, un fils et successeur Rudolph Feilding (9e comte de Denbigh) (1859-1939); son deuxième fils Everard Feilding (en) (1867-1936), est secrétaire de la Society for Psychical Research et une fille Winefride Mary Elizabeth (24 septembre 1868 - 24 février 1959), épouse Gervase Elwes le 11 mai 1889.
Après sa mort en 1892, il est enterré avec sa première épouse Louisa au Pantasaph, vêtu de l'habit du Tiers-Ordre franciscain, dont il était membre.